# Bavenstedt
Bavenstedt is een plaats in het noordoosten van de Duitse gemeente Hildesheim, deelstaat Nedersaksen, en telt 1.424 inwoners (31 december 2019).
Vanaf zijn ontstaan in de middeleeuwen tot aan de Tweede Wereldoorlog was Bavenstedt een boerendorp in de streek Hildesheimer Börde, die bekendstaat om zijn vruchtbare, uit zwarte aarde bestaande akkergrond. Tot op de huidige dag vindt er verbouw plaats van gerst, tarwe en suikerbieten.
Markant is de rooms-katholieke dorpskerk. Deze Kerk van Maria Onbevlekte Ontvangenis werd tussen 1887 en 1889 in neoromaanse stijl gebouwd op de plaats van een oudere, wegens bouwvalligheid gesloopte kerk.

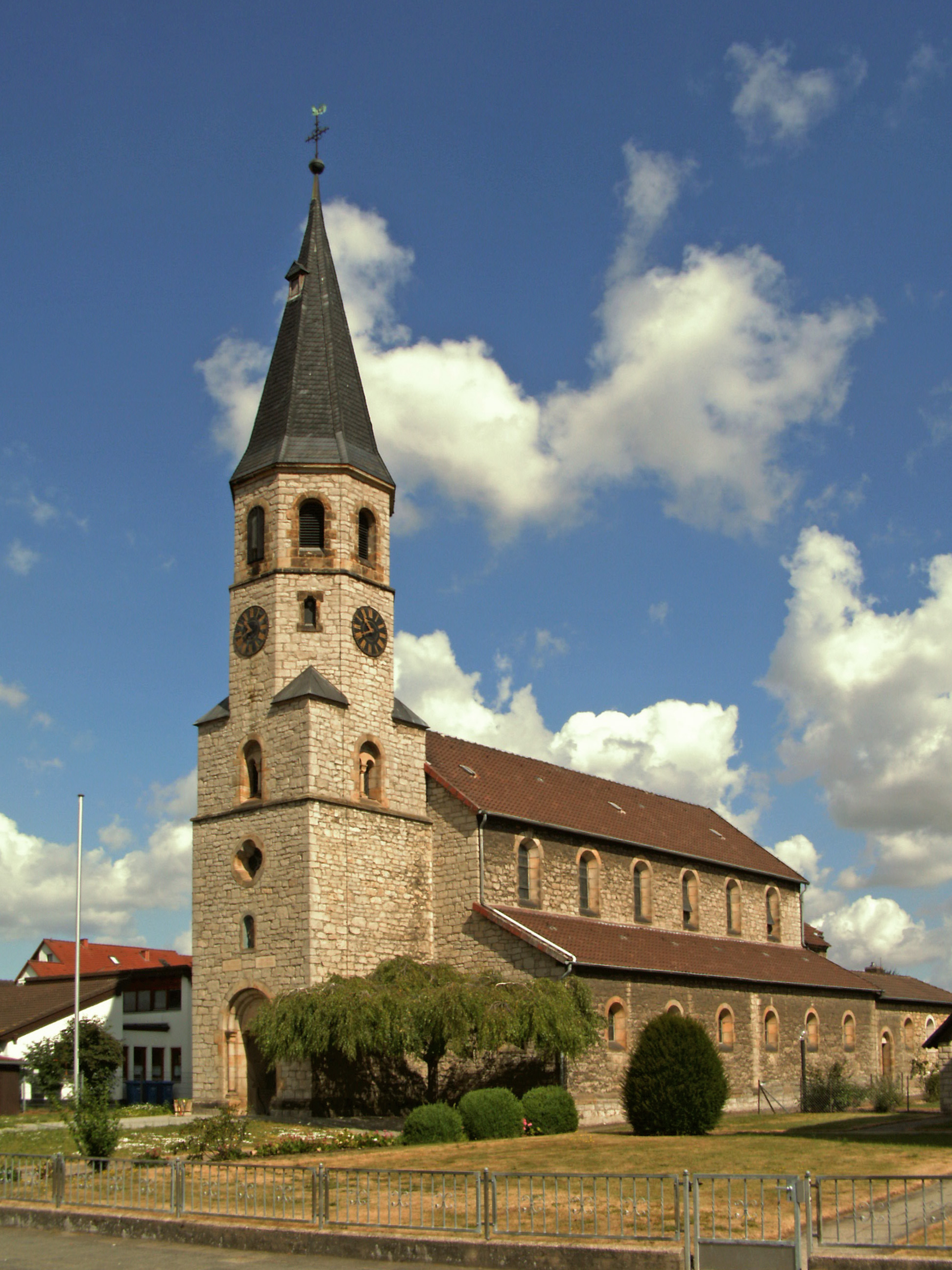
R.K. kerk in Bavenstedt

- Virtual International Authority File: 244602932